# Van (Teksas)
Van je grad u američkoj saveznoj državi Teksas. Prema popisu stanovništva iz 2010. u njemu je živjelo 2.632 stanovnika.